# بطولة أوروبا لكرة الطائرة للرجال 1993
بطولة أوروبا لكرة الطائرة للرجال 1993 هو الموسم 18 من  بطولة أمم أوروبا للكرة الطائرة للرجال. أشرف على تنظيمه الاتحاد الأوروبي للكرة الطائرة، وكان عدد الأندية المشاركة فيه  12، وفاز فيه منتخب إيطاليا لكرة الطائرة.